# 네비노미스크

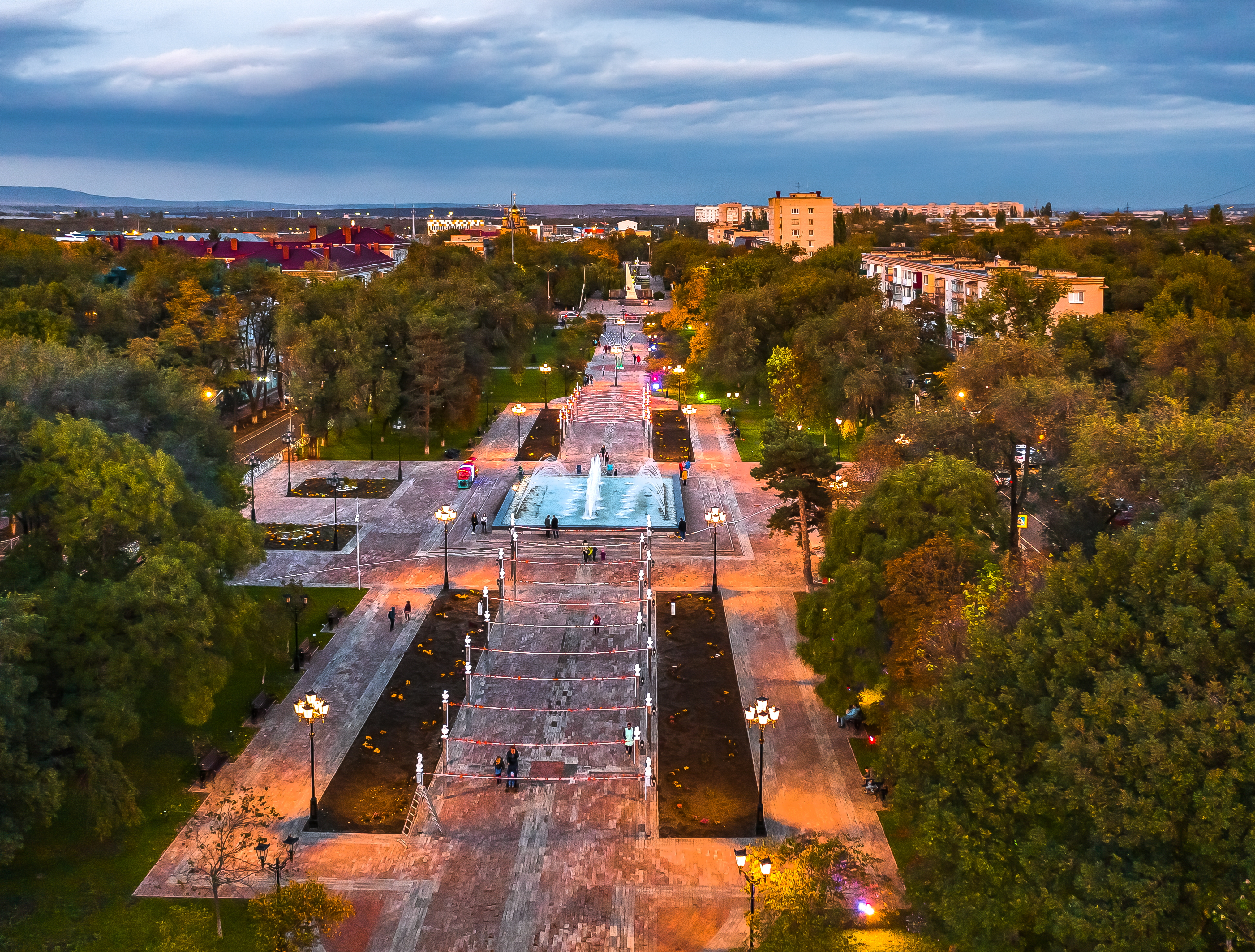

네비노미스크(러시아어: Невинномы́сск)는 스타브로폴 지방에 위치한 도시이다. 쿠반강과 볼쇼이젤렌추크강에 접해 있다. 스타브로폴에서 남쪽으로 54 km 떨어져 있다. 인구는 13만 2,141명(2002년); 9만 2,000명(1973년); 4만 명(1959년)이다.
1825년에 지어졌고, 1939년에 도시로 등록되었다.

## 인구
| *연도       | 1959년 | 1970년 | 1979년 | 1989년 | 2000년 | 2003년 |
| *인구(천명) | 39,8   | 85,1   | 103,7  | 121,3  | 132,6  | 132,1  |

## 자매 도시
- 불가리아 en:Belovo
- 대한민국 광주
- 압하지야 피춘다
- 아제르바이잔 숨가이트